# 塩田真弓
塩田 真弓（しおた まゆみ、1976年1月17日 - ）は、テレビ東京報道局所属のニュースキャスター。

## 略歴
福岡県北九州市出身。明治学園中学校・高等学校、立教大学社会学部社会学科卒業。
1999年テレビ東京入社。同期入社のアナウンサーは水原恵理。
2002年7月報道局経済報道部に異動し日本銀行記者クラブへ所属。2008年2月外資系投資銀行員と結婚。翌年夏から育児休暇入りし2児を出産。2012年4月に職場復帰と同時にアナウンス部へ復帰。2014年に第3子を妊娠・出産のため休業入りし、2016年10月に復職。2017年11月に狩野恵里に代わり『ゆうがたサテライト』のMCに就任。担当期間中の2018年に再び報道局へ異動。
2021年3月より『ニュースモーニングサテライト』のメインキャスターに相内優香と共に就任した。

## 人物・エピソード
- 高校時代に「新聞部」を創部して学生新聞を刊行するなど、早くから報道取材に興味を持っていた。
- 立教大学在学中はスキー部に所属する傍ら、英・エセックス大学に1年間留学し政治学を専攻した。
- RKB毎日放送アナウンサーの池尻和佳子は中学・高校・大学を通して塩田の1年下である。

## 出演

### 過去の出演番組
- ワールドビジネスサテライト - 取材・リポート
- 週刊経済王
- ウィークエンドサテライト（2001年10月6日 - 2002年3月30日） - サブキャスター
- 音楽的流行
- ワールドビジネスサテライト土曜版（2004年4月 - 2008年3月29日） - メインキャスター
- Closing Bell（2008年3月31日 - 9月26日） - メインキャスター
- E morning（2008年9月29日 - 2009年6月26日） - メインキャスター
- ものづくりジャパン 世界に誇れ!ニッポン プライド（2012年5月13日） - 司会
- 特報!B級ニュースSHOW（2012年10月9日 - 2013年3月26日）
- 新・刑事吉永誠一 第8話（アナウンサー役、2014年12月5日）
- マネーの羅針盤（2012年10月6日 - 2015年3月28日）
- 空から日本を見てみよう+（BSジャパン→BSテレビ東京、2012年10月2日 - 2018年9月27日） - ナレーション[注 2]
- ゆうがたサテライト（2017年11月6日 - 2021年3月23日） - メインキャスター
- ニュースモーニングサテライト（2021年3月29日 - 2024年3月29日） - メインキャスター（木・金曜担当）

#### Inter FM
- THE DAVE FROMM SHOW（不定期で“Inter FM Headline News from TV Tokyo News Center”担当）